# Захарівська селищна рада
Захарівська се́лищна ра́да — орган місцевого самоврядування Захарівської селищної громади Роздільнянського району Одеської області. Захарівська селищна рада утворена в 1963 році.

## Склад ради
Рада складається з 30 депутатів та голови.
- Голова ради: Пустова Тетяна Анатоліївна
- Секретар ради: Фомінцев Віктор Петрович

### Керівний склад попередніх скликань
| Прізвище, ім'я, по батькові | Основні відомості                                                        | Дата обрання | Дата звільнення |
| --------------------------- | ------------------------------------------------------------------------ | ------------ | --------------- |
| Пустова Тетяна Анатоліївна  | Селищний голова, 1959 року народження, освіта вища, позапартійна         | 26.03.2006   | 31.10.2010      |
| Пустова Тетяна Анатоліївна  | Селищний голова, 1959 року народження, освіта вища, член Партії регіонів | 31.10.2010   |                 |

Примітка: таблиця складена за даними сайту Верховної Ради України

### Депутати
За результатами місцевих виборів 2010 року депутатами ради стали:

#### За суб'єктами висування
| Суб'єкт висування           | Кількість обраних депутатів | %    |
| --------------------------- | --------------------------- | ---- |
| Партія регіонів             | 17                          | 56,7 |
| Самовисування               | 9                           | 30   |
| Партія «Родина»             | 2                           | 6,7  |
| Комуністична партія України | 1                           | 3,3  |
| Народна партія              | 1                           | 3,3  |

#### За округами
| № округу                    | Прізвище, ім'я, по батькові         | Дата визнання обраним | Освіта             | Партійна приналежність            | Відомості про обраного депутата                                                                |
| --------------------------- | ----------------------------------- | --------------------- | ------------------ | --------------------------------- | ---------------------------------------------------------------------------------------------- |
| Комуністична партія України |                                     |                       |                    |                                   |                                                                                                |
| 8                           | Чабан Андрій Федорович              | 04.11.2010            | вища               | член Комуністичної партії України | пенсіонер                                                                                      |
| Народна Партія              |                                     |                       |                    |                                   |                                                                                                |
| 12                          | Майнич Андрій Павлович              | 12.03.2012            | вища               | позапартійний                     | пенсіонер                                                                                      |
| Партія регіонів             |                                     |                       |                    |                                   |                                                                                                |
| 1                           | Істраті Валерій Степанович          | 04.11.2010            | середня спеціальна | член Партії регіонів              | пенсіонер                                                                                      |
| 3                           | Кухаренко Наталія Григорівна        | 04.11.2010            | середня            | член Партії регіонів              | Стоянівське відділення зв'язку, начальник                                                      |
| 6                           | Калєва Соріна Григорівна            | 04.11.2010            | вища               | член Партії регіонів              | тимчасово не працює                                                                            |
| 9                           | Якименко Оксана Олегівна            | 04.11.2010            | вища               | член Партії регіонів              | Фрунзівський цех № 28, ВАТ «Укртелеком», оператор                                              |
| 13                          | Ярмуратій Олександр Андрійович      | 04.11.2010            | вища               | член Партії регіонів              | приватний підприємець                                                                          |
| 16                          | Москальов Андрій Васильович         | 04.11.2010            | вища               | член Партії регіонів              | Фрунзівський район електричних мереж, головний інженер                                         |
| 18                          | Драгомерецька Валентина Андріївна   | 04.11.2010            | середня спеціальна | позапартійна                      | контрольно-ревізійний відділ у Фрунзівському районі, провідний контролер-ревізор               |
| 19                          | Черняєва Наталія Анатоліївна        | 04.11.2010            | вища               | член Партії регіонів              | Фрунзівський аграрний ліцей, вихователь                                                        |
| 20                          | Шумигора Людмила Володимирівна      | 04.11.2010            | середня спеціальна | член Партії регіонів              | Фрунзівське відділення зв'язку, заступник начальника                                           |
| 21                          | Бездітний Сергій Григорович         | 04.11.2010            | вища               | позапартійний                     | фонд соц.страху з тимчасової втрати працездатності, директор                                   |
| 22                          | Кокорич Валентина Іванівна          | 04.11.2010            | середня            | позапартійна                      | Фрунзівська селищна рада, землевпорядник                                                       |
| 23                          | Гиска Леонід Павлович               | 04.11.2010            | середня спеціальна | член Партії регіонів              | Фрунзівський район електричних мереж, механік                                                  |
| 24                          | Чокан Володимир Михайлович          | 04.11.2010            | вища               | член Партії регіонів              | регіональний відділ комплексного використання водних ресурсів, начальник                       |
| 25                          | Мигоренко Альона Віталіївна         | 04.11.2010            | вища               | член Партії регіонів              | відділ статистики у Фрунзівському районі, начальник                                            |
| 28                          | Гойхман Ірина Петрівна              | 04.11.2010            | вища               | член Партії регіонів              | Роздільнянська міжрайонна Державна податкова інспекція, старший державний податковий інспектор |
| 29                          | Натальченко Валерій Григорович      | 04.11.2010            | вища               | позапартійний                     | Майорська загальноосвітня школа І-ІІ ст., директор                                             |
| 30                          | Іванов Микола Васильович            | 04.11.2010            | середня            | член Партії регіонів              | приватне підприємство «Францискевич», водій                                                    |
| Партія «РОДИНА»             |                                     |                       |                    |                                   |                                                                                                |
| 7                           | Подолян Людмила Андріївна           | 04.11.2010            | вища               | позапартійна                      | приватний підприємець                                                                          |
| 14                          | Чмирь Надія Миколаївна              | 04.11.2010            | вища               | позапартійна                      | Фрунзівська ЦРЛ, лікар-педіатр                                                                 |
| Самовисування               |                                     |                       |                    |                                   |                                                                                                |
| 2                           | Чабан Сергій Олексійович            | 04.11.2010            | вища               | позапартійний                     | Новопавлівський навчально-виховний комплекс, директор                                          |
| 4                           | Волков Григорій Васильович          | 04.11.2010            | середня спеціальна | позапартійний                     | фірма «Ера», майстер                                                                           |
| 5                           | Колпаков Віктор Віталійович         | 12.03.2012            | середня спеціальна | позапартійний                     | приватний підприємець                                                                          |
| 10                          | Лашков Сергій Анатолійович          | 04.11.2010            | вища               | позапартійний                     | Дністровська митниця, інспектор                                                                |
| 11                          | Вакаренко Антоніна Іванівна         | 04.11.2010            | середня спеціальна | позапартійна                      | Фрунзівська ЦРЛ, лаборант                                                                      |
| 15                          | Квятковський Олександр Анатолійович | 04.11.2010            | середня спеціальна | позапартійний                     | «Авіор Трейд» АЗС, оператор                                                                    |
| 17                          | Калєв Володимир Степанович          | 04.11.2010            | вища               | позапартійний                     | Фрунзівський РВ ГУМВС України, начальник ІТТ                                                   |
| 26                          | Чорнопіщук Марія Петрівна           | 04.11.2010            | середня спеціальна | позапартійна                      | приватний підприємець                                                                          |
| 27                          | Гуд Валентина Іванівна              | 04.11.2010            | середня спеціальна | член Партії пенсіонерів України   | громадська організація Червоного Хреста, патронажна медсестра                                  |